# Blitzbündel

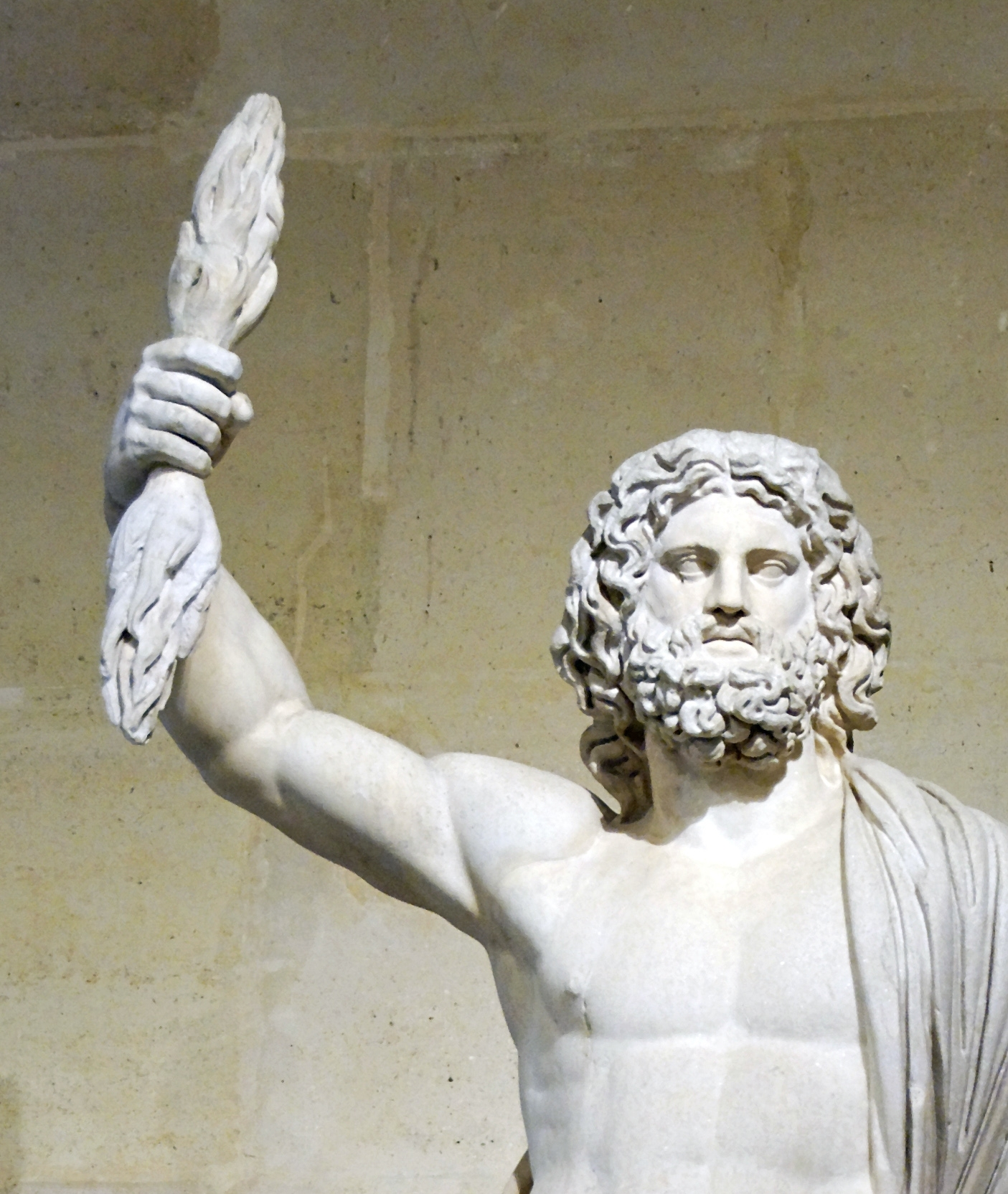
Jupiter mit Blitzbündel, 250 nach Christus.

Als Blitzbündel wird in der bildenden Kunst ein Attribut antiker Himmels- und Wettergötter bezeichnet, das aus stilisierten Blitzstrahlen besteht. Blitzbündel waren ein Sinnbild für den Himmelsgott, der als Blitzeschleuderer und Donnerer über Götter und Menschen herrschte. In der Heraldik wird das Blitzbündel als Donnerkeil bezeichnet.

## Alter Orient
Ab dem 3. Jahrtausend vor Christus wurden im Alten Orient Blitzbündel in der bildenden Kunst als Attribut von Himmels- und Wettergöttern oder als alleinstehendes Symbol verwendet. Ein Blitzbündel bestand aus 2 oder 3 meist zickzack- oder wellenförmigen Strahlen, die durch einen Griff zusammengehalten wurden. Zwei Blitzbündel konnten gegenständig zu einem doppelten Blitzbündel zusammengefasst werden, so dass sich in der Mitte ein Griff ergab. Die Abbildungen zeigen den mesopotamischen Gott Adad auf einem Stier mit zweistrahligen oder doppelten Blitzbündeln. 
|  |  |  |

1. Gott Adad mit Blitzbündel unter Mondsichel und Sonne auf einem Stier, links ein Anch-Kreuz, Datierung unbekannt.
2. Gott Adad mit Blitzbündel auf einem Stier, um 2000–1600 vor Christus.
3. Gott Adad mit doppeltem Blitzbündel auf einem Stier, um 744–727 vor Christus.

## Antike und Neuzeit
Blitzbündel wurden auch in der bildenden Kunst der griechischen und römischen Antike und in der Neuzeit in Renaissance, Barock und Historismus verwendet. Sie wurden als Attribut von Zeus/Jupiter in Skulpturen, in Reliefs und in der Malerei oder als Einzelsymbol auf Münzen eingesetzt.
In der Orientalisierenden Periode (etwa 750–650) wurde die altorientalische Ikonografie des Blitzbündels von den Griechen auf ihren Himmels- und Wettergott Zeus übertragen. Dabei wurden zwar die Formen des Orients übernommen, aber in griechischem Geist umgebildet. Die Griechen sahen Feuer und Licht als Blume und stellten aus dieser Anschauung heraus das Blitzbündel als Blitzblume dar.
Zur Darstellung der Blitzblume bedienten sich die Griechen der geläufigen Motive der Lotosblüte und der Lotosknospe. Das Blitzbündel bestand aus einer einzelnen Knospe oder Blüte oder aus einer gegenständigen Zusammensetzung von zwei Knospen, zwei Blüten oder einer Knospe und einer Blüte, so dass in der Mitte ein Griff entstand. Die Blüten konnten sich aus mehreren Kelchen zusammensetzen. Die Knospen konnten eine schraubenförmige Riefelung tragen, die an lodernde Flammen erinnerte. Die äußeren Kelchblätter konnten aufgebogen und zu Flügeln umgeformt werden. In späterer Zeit entwickelte sich das Blitzbündel teilweise zu einem reinen Ornament, dessen ursprüngliche Bedeutung nicht mehr erkennbar war.
Zeus/Jupiter wird oft in Begleitung seines heiligen Adlers dargestellt, das Blitzbündel in einer und sein Zepter in der anderen Hand. Es gibt auch Darstellungen, in denen der Adler des Zeus das Blitzbündel mit den Klauen oder dem Schnabel umklammert. 
|  |  | - 6. - 7. |

|  |  |  |

4. Zeus mit Blitzbündel und Zepter, 2. Jahrhundert nach Christus.
5. Zeus wirft ein Blitzbündel auf Typhon, um 540–530 vor Christus.
6. Zeus-Adler mit Blitzbündel in den Klauen, griechische Münze, 336–280 vor Christus.
7. Blitzbündel, griechische Münze, um 432–421 vor Christus.
8. Zeus mit Blitzbündel und Zepter, rotfigurige Amphore, um 500 vor Christus.
9. Trophäe mit geflügeltem Blitzbündel auf einem Schild, dahinter zwei gekreuzte Schwerter in Schwertscheiden und ein Rutenbündel, in dem eine Doppelaxt steckt und um welches ein Kranz gehängt ist, Standbildsockel vor dem Neuen Schloss in Stuttgart, 1823.
10. Adler mit Blitzbündel, Abzeichen eines Tschakos, 1860.

## Mythologie
Nachdem Zeus die Kyklopen aus der Gefangenschaft befreit hatte, schenkten diese ihm aus Dankbarkeit Blitz und Donner, mit denen er das Göttergeschlecht der Titanen besiegen konnte. Seitdem gelten Blitz und Donner als Symbole von Zeus’ göttlicher Macht, mit denen er immer wieder in das Leben von Göttern und Menschen eingreift. So beendet er mit Blitz und Donner den Krieg zwischen Griechen und Trojanern, lähmt auf Wunsch Aphrodites den geschwätzigen Anchises und tötet Phaeton, den Sohn des Sonnengottes, der durch eine wilde Fahrt mit dem Sonnenwagen den Untergang der Erde heraufbeschwört.